# إريك هاريس (لاعب كرة قدم أمريكية)
إريك هاريس (بالإنجليزية: Erik Harris)‏ هو لاعب كرة قدم أمريكية ولاعب كرة قدم كندية أمريكي، ولد في 2 أبريل 1990 في لوس أنجلوس في الولايات المتحدة.

## وصلات خارجية
- إريك هاريس على موقع مرجع كرة القدم المحترفة.كوم (الإنجليزية)
- إريك هاريس على موقع JustSportsStats.com (الإنجليزية)